# Die Lunikoff Verschwörung
Die Lunikoff Verschwörung ist eine Rechtsrock-Band aus dem Raum Berlin. Sie wurde von Ex-Landser-Sänger Michael Regener (Pseudonym „Lunikoff“) im Jahre 2003 gegründet, nachdem sich Landser aufgelöst hatte. Begleitmusiker sind Mitglieder der Band Spreegeschwader.

## Bandgeschichte

### 2003–2005
Nachdem sich die Band Landser aufgrund der Aussagebereitschaft des Bassisten André M. und des Schlagzeugers Christian W. zerstritten hatte, gründete Regener noch während des Gerichtsverfahrens im Jahr 2003 zusammen mit den Mitgliedern der Band Spreegeschwader Die Lunikoff Verschwörung. Die Produktion der CDs übernahm Panzerbär Records, das Label der Band Spreegeschwader. Noch vor der Verkündung des Gerichtsurteils, bei dem Regener zu drei Jahren und vier Monaten Haft verurteilt wurde, nahm die Band ihr Debütalbum Die Rückkehr des Unbegreiflichen auf, dessen Inhalte von drei Anwälten vor der Veröffentlichung auf strafrechtliche Relevanz geprüft wurden. Dennoch wurde das Album am 30. Oktober 2004 durch die Bundesprüfstelle für jugendgefährdende Medien (BPJM) indiziert, jedoch auf Grund eines Formfehlers (Regener wurde über die drohende Indizierung nicht informiert) im Januar 2005 wieder freigegeben.
Bereits ab 2004 trat Die Lunikoff Verschwörung auch vermehrt öffentlich auf. Dies ist ein gravierender Unterschied gegenüber Regeners früherer Band Landser, die während ihres Bestehens lediglich einen öffentlichen Auftritt hatte. Am 27. November 2004 spielte die Verschwörung im Rahmen des Pressefestes des NPD-Verlags Deutsche Stimme in der Diskothek Wodan im ostsächsischen Mücka vor ca. 1000 Zuschauern. Der Mitschnitt dieses Konzerts, auf dem auch Lieder der Band Landser gespielt wurden, diente für die zweite CD namens Höllische Saat. Am gleichen Abend spielten auch Oidoxie, Gegenschlag sowie Spreegeschwader.
Nach der gescheiterten Revision im Landser-Prozess feierte die Band aufgrund des baldigen Haftantritts Regeners am 2. April 2005 ihr Abschiedskonzert im thüringischen Pößneck. Es fand im Anschluss an den Landesparteitag der NPD statt. Den Auftritt besuchten etwa 1000 Menschen. Veranstaltungsleiter war Frank Schwerdt, der damalige Vorsitzende des NPD-Landesverbandes Thüringen. Im Vorprogramm spielten English Rose, White Law (beide aus Großbritannien), Agitator aus Niedersachsen und Gegenschlag aus Hessen.
Nach dem Haftantritt Regeners am 11. April 2005 wurde die EP Niemals auf Knien veröffentlicht. Die Band beteiligte sich außerdem an der ersten Schulhof-CD der NPD, welche 2004 nach Machart des Projekt Schulhof-CD, einer Werbeaktion deutscher Rechtsextremisten, entstand.

### Seit 2008
Nachdem Regener am 27. Februar 2008 aus der JVA Berlin-Tegel entlassen wurde, veröffentlichte die Band im Juli 2008 ein Album unter dem Titel Heilfroh. Der erste Live-Auftritt nach der Haftentlassung fand am 13. September 2008 zusammen mit der offen nationalsozialistischen Rechtsrock-Band Radikahl im ungarischen Nógrádsáp statt. Zudem trat die Verschwörung im Oktober 2008 auf einem Rechtsrock-Konzert im mecklenburgischen Mallentin auf. Am 4. Juli 2009 trat die Band – wieder gemeinsam mit Radikahl – auf dem Frankentag, einer Musikveranstaltung des Freien Netz Süd in NS-Tradition, in Obertrubach-Geschwand auf. Am 11. Juli 2009 beteiligte sie sich am Rock-für-Deutschland-Festival in Gera und spielte als Hauptact vor etwa 4000 Personen aus dem rechten bis rechtsextremen Umfeld. Am 17. Juni 2009 wurden die Führungsauflagen für Michael Regener verstärkt, was dazu führte, dass es seltener zu Konzertauftritten kam.
Auf der 2009er Ausgabe der NPD-Schulhof-CD zur Bundestagswahl 2009 ist sie mit dem Lied Frei geboren vertreten. Die Deutsch-Rapperin Dee Ex spielte, zusammen mit dem Rapper villain051, eine Cover-Version des Stücks ein und produzierte dazu einen Video-Clip. Auch an diversen weiteren Kompilationen ist die Band beteiligt. Das Landeskriminalamt Sachsen beantragte im März 2009 die Indizierung der CD Heilfroh. Dies wurde von der Bundesprüfstelle für jugendgefährdende Medien (BPjM) jedoch abgelehnt. Im April 2012 wurde das Album L-Kaida indiziert. Die Band hatte 2012 am so genannten Eichsfeldtag in Leinefelde einen Auftritt. Zuvor hielten verschiedene Mitglieder der NPD Reden.
Im Juli 2017 trat die Band neben u. a. Stahlgewitter und Sleipnir auf dem Konzert Rock gegen Überfremdung im thüringischen Themar vor rund 6000 Rechtsextremen auf.

## Diskografie

### Alben
- 2004: Die Rückkehr des Unbegreiflichen
- 2005: Niemals auf Knien
- 2008: Heilfroh
- 2011: L-Kaida (indiziert seit April 2012, Liste A)
- 2015: Ebola im Jobcenter (indiziert,[8] erschienen bei PC-Records)
- 2017: Öl in’s Feuer
- 2022: Hut ab vor solchen!

### Kompilationen
- 2014: Über die Zeiten fort (Samplerbeiträge 1998–2013)
- 2020: L-Kaida im Jobcenter (Doppel-CD, ohne die indizierungsrelevanten Beiträge)

### Live-Alben
- 2004: Höllische Saat – Live in Mücka

### Sampler-Beiträge
- 2004: Das schwarze Schaf und Königin auf Hier tobt der Bär
- 2004: An einem fernen Morgen und Verräter auf Amalek 2
- 2004: Fels in der Brandung auf Schnauze voll? Wahltag ist Zahltag! (NPD-Schulhof-CD)
- 2009: Frei geboren – Frei sterben auf BRD vs. Deutschland (NPD-Schulhof-CD)
- 2009: Rock für Deutschland – Gera 2009 (Live-Mitschnitt des Konzerts Rock für Deutschland vom 11. Juli 2009 zusammen mit Blitzkrieg, Brainwash und Sleipnir. Die Lunikoff Verschwörung ist auf dieser Doppel-CD mit 21 Titeln vertreten.)
- 2009: Heilfroh, Herrmannsschlacht und Unser Deutschland wird frei auf Gefahr im Verzug
- 2010: Wie Schatten von Zypressen und Wo leben wir hier eigentlich auf Die Deutschen kommen … mit Freunden
- 2011: Das Lied von Englands jungem Herrn, Papst und Sultan, Ostpreussenlied auf Aus dem Vergessen – Teil 2
- 2012: Deutsche Schicksalsstunde, Wo der Pfeffer wächst, Was wird aus Deutschland (neue Version) und J.B.D. auf Jamel scheisst auf den Förster
- 2012: Nichts sehen und Tanz um das goldene Kalb auf Solidarität IV
- 2015: Field of Green auf 10,000 Hearts, One Beat - A Tribute to Martin Cox
- 2016: Die Merkel muss weg auf 8. Tag Der Deutschen Zukunft
- 2016: Drei wie Brüder auf FreilichFrei - Acoustic Covers
- 2023: Ukrainischer Partisan auf Europa in Waffen